# Mistério do Fado
Mistério do Fado é o terceiro álbum de estúdio do cantor de fado português Paulo Bragança.
Foi lançado em 1996 pela editora Polydor, com produção de Mário Pacheco e Paulo Bragança.
Contém 14 faixas, uma delas "escondida" com a versão do tema "Oiça Lá Ó Senhor Vinho". De notar a versão do tema rock dos Xutos & Pontapés "Remar, Remar".

## Faixas
1. "Imenso" 04:41
2. "Na Ribeira deste Rio" 02:36
3. "O Fado Chora-se Bem" 03:36
4. "As Velas" 02:41
5. "Meu País, Fado Maior" 03:12
6. "Que Fazes Aí Lisboa?" 03:10
7. "O mais Triste Pranto" 03:32
8. "Maldição" 04:20
9. "Pecado II" 03:06
10. "Asa" 03:50
11. "A Sombra" 03:15
12. "Remar, Remar" 04:10
13. "Diz se me Conheces" 02:48
14. - Faixa escondida - "Oiça Lá Ó Senhor Vinho" 02:19